# Nogen gange vil man være meget stærk
|  | Denne artikel er oprettet af botten Steenthbot ud fra en ekstern database. Den kan derfor have sproglige fejl eller mangler. Denne skabelon kan fjernes efter kontrol af indholdet. |

Nogen gange vil man være meget stærk er en dansk børnefilm fra 1974 instrueret af Ulla Raben.

## Handling
Esben er alene hjemme og keder sig. Han vil gerne være en "vældig karl" og går ned på gaden med sin cowboyhat og pistol.